# Державний меч Російської імперії

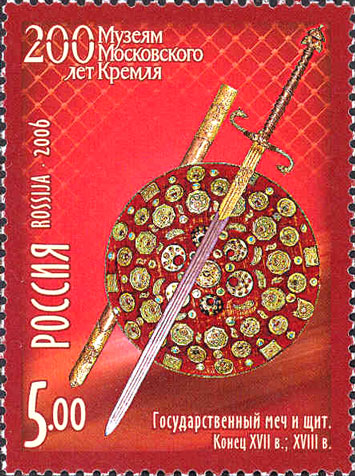
Державний меч і державний щит, сучасна російська поштова марка.

Державний меч Російської імперії — одна з колишній імператорських регалій Росії, що зберігається у зібранні Збройової палати Московського кремля.

## Історія
Державний меч як символ захисту монархом своєї держави та підданих, з'явився серед коронаційних речей володарів Росії лише у XVIII столітті. Вперше коронаційний меч фігурує у регламенті Камер-колегії Петра I від 1724 року.
Меч був вперше використаний при коронаційній церемонії Єлизавети Петрівни 28 квітня 1742 року в Успенському соборі Кремля. Його ніс за імператрицею її родич, двоюрідний брат Петра I — А. Л. Наришкін.
До 1917 року Державний меч він був одним із головних символів монаршої влади. Під час коронаційної церемонії меч знаходився на 4-й сходинці спеціального помосту, що розташовувався поряд із імператорським троном. На час коронаційних святкувань він разом із іншими регаліями виставлявся у Грановитій палаті для публічного огляду. Весь інший час він зберігався в Оружейній палаті.

## Опис
В сучасному вигляді регалія остаточно постала за часів Павла I, наприкінці XVIII століття.
При її виготовленні використовувався клинок дамаської сталі, викуваний у Польщі для дворучного меча. У Збройовій палаті клинок відомий з 1686 року. При переробці російські зброярі додали на нарізні зображення — на одному боці грифона, на іншому — орла, що роздирає змію. Ефес меча зроблений із срібла з позолотою, прикрашений двома зплетеними зміями з орлиними головами, що дивляться у різні сторони. Руків'я меча увінчано двома орлиними головами та короною.
Піхви меча теж зроблені із срібла і обтягнуті червоним оксамитом.
Довжина меча разом з ефесом — 141 см.